# Edward Myers
Pas d'image ? Cliquez ici

b Matchs officiels uniquement.
Edward Myers (né le 23 septembre 1895 à New York  aux États-Unis) est un joueur de rugby à XV, qui joue avec l'équipe d'Angleterre de 1920 à 1925, évoluant au poste de demi d'ouverture. 

## Carrière
Il a eu sa première cape internationale le 14 février 1920 contre l'Irlande. 
Il remporte avec l'Angleterre le Tournoi des Cinq Nations 1921, 1923, 1924, réussissant le Grand Chelem. Il dispute 18 rencontres du Tournoi, inscrivant trois essais. 
Il connaît sa dernière sélection le 13 avril 1925 contre la France. 

## Palmarès

### En équipe nationale
- 18 sélections avec l'équipe d'Angleterre
- 13 points, 1 drop, 3 essais.
- Sélection par année : 2 en 1920, 2 en 1921, 4 en 1922, 4 en 1923, 4 en 1924, 2 en 1925
- Tournois des Cinq Nations disputés : 1920, 1921, 1922, 1923, 1924, 1925
- Grand Chelem en 1921, 1923, 1924